# نوبلي أوكيلو
نوبلي أوكيلو (مواليد 20 يوليو 2000) هو لاعب كرة قدم كندي يلعب في مركز خط الوسط في نادي تورونتو.

## روابط خارجية
- نوبلي أوكيلو على موقع الدوري الأمريكي (الإنجليزية)
- نوبلي أوكيلو على موقع قاعدة بيانات كرة القدم.إي يو (الإنجليزية)
- نوبلي أوكيلو على موقع ناشيونال فوتبول تيمز (الإنجليزية)
- نوبلي أوكيلو على موقع Soccerbase.com (لاعب) (الإنجليزية)
- نوبلي أوكيلو على موقع Soccerway.com (الإنجليزية)
- نوبلي أوكيلو على موقع عالم كرة القدم.نت (الإنجليزية)
- نوبلي أوكيلو على موقع GSA (الإنجليزية)